# Morales de Toro
Morales de Toro is een gemeente in de Spaanse provincie Zamora in de regio Castilië en León met een oppervlakte van 53,45 km². Morales de Toro telt 1.008 inwoners (1 januari 2016).